# 모리셔스 요리

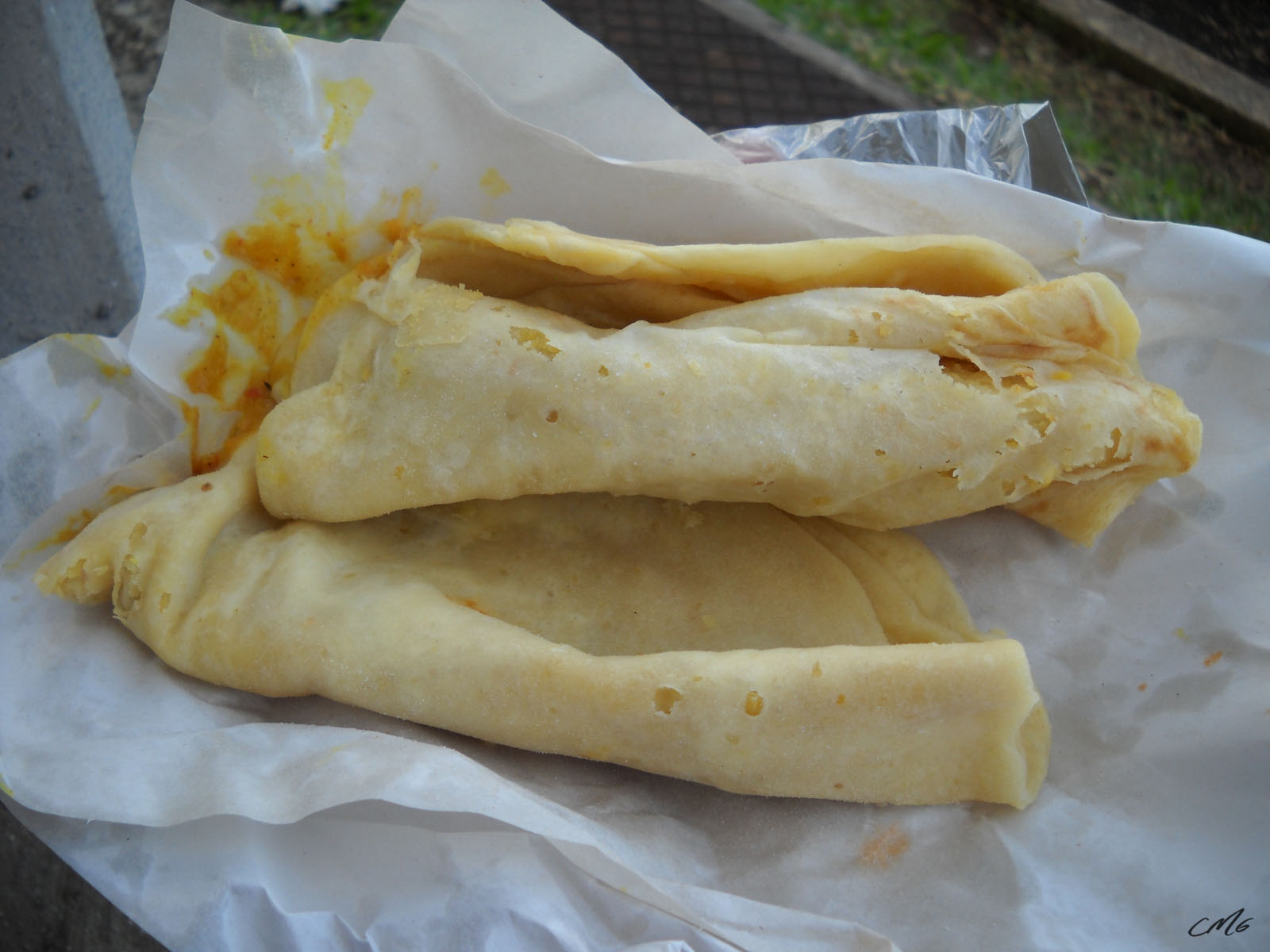
돌 푸리

모리셔스 요리(Mauritius 料理, 영어: Mauritian cuisine 머리션 퀴진[*], 프랑스어: cuisine mauricienne 퀴진 모리시엔[*])는 동아프리카·인도양에 있는 모리셔스의 요리이다.

## 같이 보기
- 아프리카 요리